# Kiseng

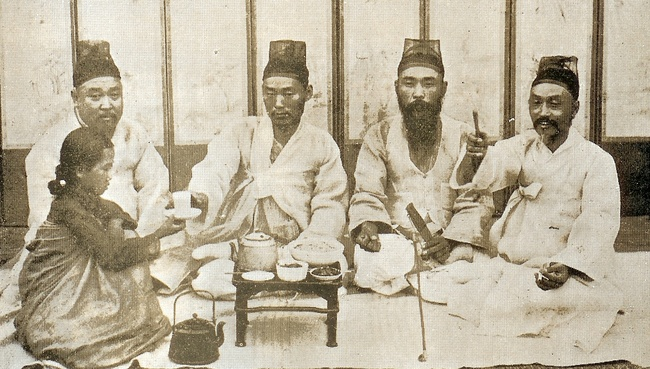
Kiseng(1910)

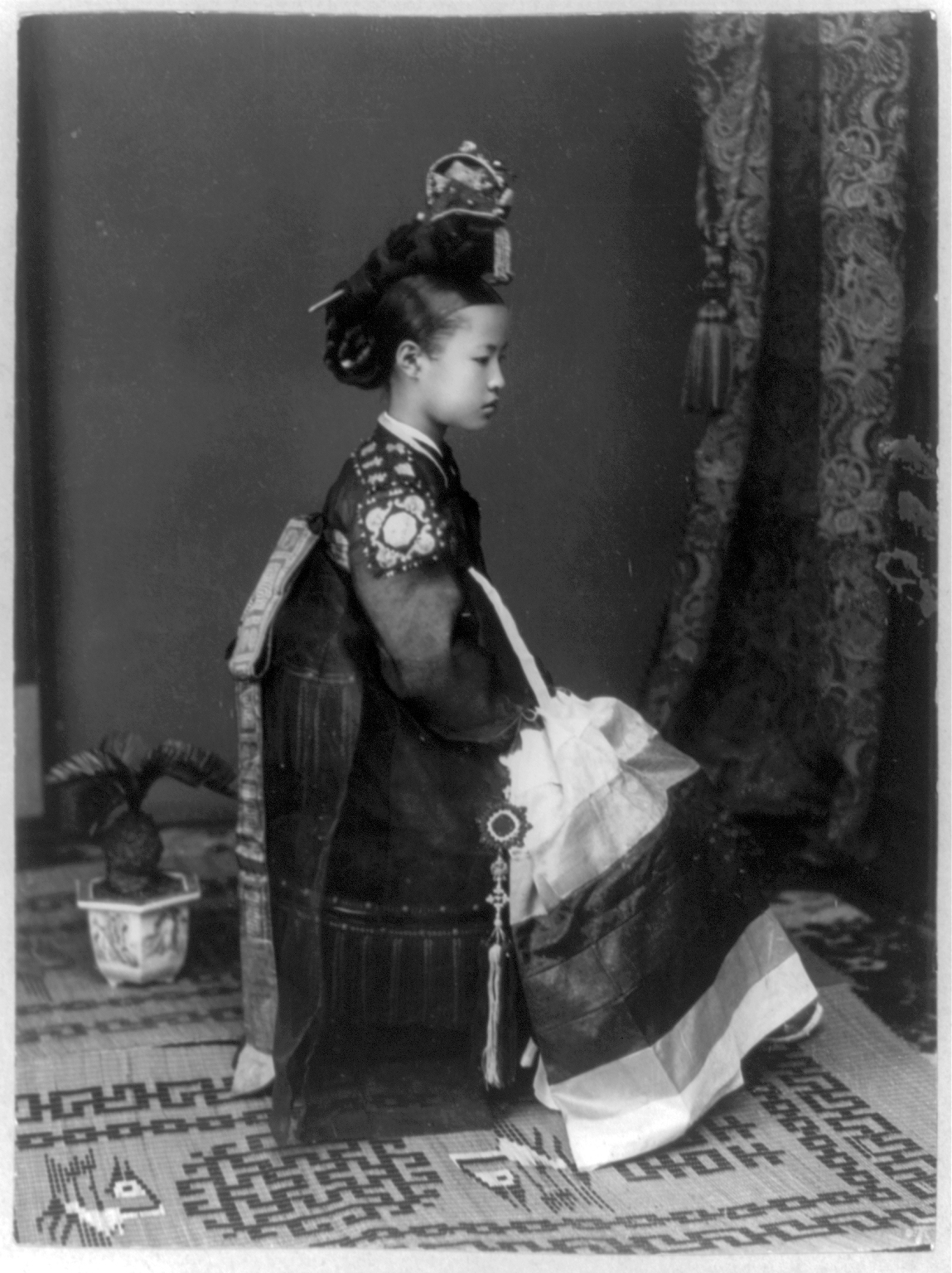
Kiseng(Japonská okupace Koreje)

Kiseng zvané také ginjŏ (korejsky:기녀) byly korejské profesionální společnice a někdy prostitutky. Obvykle bavily členy vládnoucí třídy jangban a krále.

## Historie
Poprvé se kiseng objevují v dobách dynastie Korjo (918-1392). Vyžadovalo se po nich, aby plnily nejrůznější funkce. Mnoho z nich pracovalo u dvora, ale vyskytovaly se po celé zemi. V některých případech pracovaly ve vojenských táborech. Kiseng byly pečlivě cvičeny ve výtvarném umění, poezii a próze. Jejich talent však byl často kvůli nízkému sociálnímu statusu ignorován. Kromě zajišťování zábavy se věnovaly také zdravotní péči a vyšívání.
Kiseng hrály také důležitou roli v období dynastie Čoson. V některých z nejstarších či nejpopulárnějších korejských příběhů, jako třeba Čchun jang džŏn, účinkují kiseng jako hlavní hrdinky. Nejznámější kiseng byla v 16. století Hwang Čin-I.

## Galerie

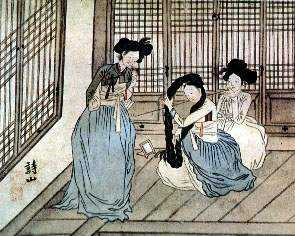
kiseng
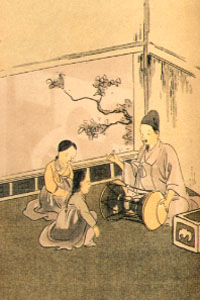
Kiseng získávají hudební vzdělání